# Alversdorf

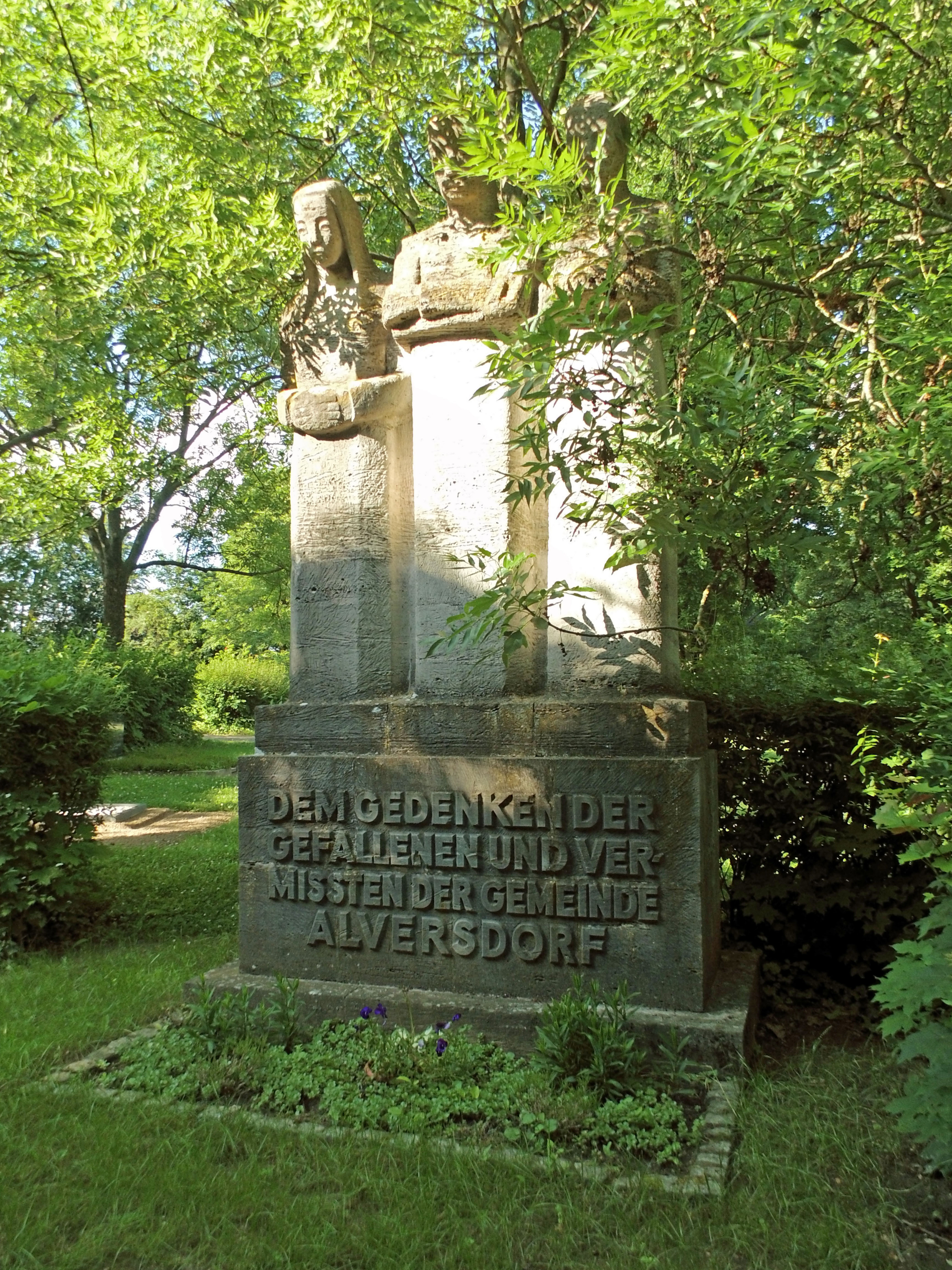
Denkmal für die Gefallenen und Vermissten des Zweiten Weltkriegs

Alversdorf war ein Dorf, etwa 4 km nordöstlich von Schöningen und 2 km nordwestlich von Offleben gelegen, und ein Ort im Landkreis Helmstedt in Niedersachsen. Es musste von 1967 bis 1974 dem Braunkohletagebau Alversdorf im Helmstedter Braunkohlerevier weichen.
Planungen, südlich von Neu Büddenstedt eine neue Ortschaft mit dem Namen Neu Alversdorf zu errichten, wurden nicht ausgeführt.

## Geschichte
983 erfolgte die erste bekannte urkundliche Erwähnung der Ortschaft als Adalgerasthorpa.
Für die von 1914 bis 1918 im Ersten Weltkrieg Gefallenen wurde 1924 ein Denkmal errichtet.
Anfang der 1920er Jahre begannen die Planungen, Alversdorf abzureißen; ab 1943/44 durften keine neuen massiven Gebäude mehr errichtet werden.
Infolge der Flucht und Vertreibung Deutscher aus Mittel- und Osteuropa von 1945 bis 1950 hatte sich die Einwohnerzahl von Alversdorf von 798 (1939) auf 2294 (1950) vergrößert, davon waren 1950 964 Heimatvertriebene. 1962 wurde der Tagebau Alversdorf aufgeschlossen, 1967 begann der Abriss des Dorfes. Noch am 6. Juni 1961, dem Tag der Volkszählung, hatte die Gemeinde 1033 Einwohner. Am 27. Mai 1970, dem Tag der nachfolgenden Volkszählung, waren es nur noch 419 Einwohner.
Die Existenz der politischen Gemeinde Alversdorf endete am 1. April 1971, und die noch verbliebenen 324 Einwohner wurden nach Schöningen eingemeindet. Das Gebiet der Gemeinde Alversdorf wurde aufgeteilt; der Hauptteil wurde der Stadt Schöningen zugesprochen. Kleinere Gebiete fielen an Neu Büddenstedt, Reinsdorf und Offleben. Am 6. Februar 1974 wurde das letzte Wohnhaus abgerissen. 1991 war der Tagebau Alversdorf ausgekohlt.
In Offleben gibt es zur Erinnerung an Alversdorf die Alversdorfer Straße (ehemals Bahnhofstraße).

### Einwohnerentwicklung
| Jahr          | 1821 | 1849 | 1871 | 1905 | 1910 | 1925 | 1933 | 1939 | 1950 | 1951 | 1956 | 1961 | 1963 | 1965 | 1970 | 1971 | 1972 | 1973 |
| ------------- | ---- | ---- | ---- | ---- | ---- | ---- | ---- | ---- | ---- | ---- | ---- | ---- | ---- | ---- | ---- | ---- | ---- | ---- |
| Einwohnerzahl | 260  | 232  | 299  | 1036 | 1079 | 835  | 806  | 798  | 2294 | 2180 | 1537 | 1033 | 898  | 837  | 419  | 324  | 186  | 0    |

## Infrastruktur

### Bahnhof
Alversdorf verfügte über einen Eisenbahnanschluss für den Güterverkehr an der wegen des Tagebaus um 1940 verlegten Bahnstrecke Helmstedt–Jerxheim, die auch der Anbindung des Braunkohlereviers diente.

### Bildung
Die Schule wurde am 31. Juli 1968 geschlossen; danach diente das Schulgebäude noch als Kindergarten und Bücherei.

### Kirche
Die Mehrzahl der Einwohner und die in der Ortsmitte gelegene Kirche mit ihrem romanischen Turm waren seit der Einführung der Reformation evangelisch-lutherisch. Der letzte Gottesdienst in der Kirche fand am 11. Juni 1972 statt, und noch im selben Jahr wurde sie abgerissen. Die 1950 gegossenen Glocken kamen zur Clus-Kirche in Schöningen; die Orgel wurde nach Offleben abgegeben.
Die katholischen Einwohner gehörten zuletzt zur Kirchengemeinde Heilige Familie in Offleben. Vor der Errichtung einer Kirche in Offleben befanden sich die nächstgelegenen katholischen Kirchen in Schöningen (seit 1908), Hötensleben (seit 1891) und Helmstedt.

### Sporteinrichtungen
- Sportplatz
- Hallenschwimmbad (1974 geschlossen)

Überregionale Aufmerksamkeit genoss Alversdorf durch eines der ersten Hallenbäder in Niedersachsen nach dem Zweiten Weltkrieg, das von den Einwohnern der Regionen und auswärtigen Vereinen vielfach genutzt wurde und wiederholt Austragungsort von Schwimmsportveranstaltungen war. Im April 1956 fanden dort im Rahmen der Olympiaqualifikation drei Wasserball-Länderspiele der bundesdeutschen Auswahl gegen die Vertretung der DDR statt. Das 1941 errichtete und am 27. November 1949 wiedereröffnete Bad lag auf dem Gelände der Brikettfabriken und des Kraftwerkes „Treue“ und wurde von der Braunschweigischen Kohlen-Bergwerke AG (BKB) betrieben. Die Benutzung war für die Bevölkerung kostenlos, da es mit der Abwärme des Kraftwerks beheizt wurde.

### Vereine
- Freiwillige Feuerwehr: bis zum 31. März 1971 aktiver Dienst, danach Übernahme des Brandschutzes in Alversdorf durch die Feuerwehr Schöningen
- Gesangsverein Harmonie
- Gesangsverein Liedertafel

### Friedhof

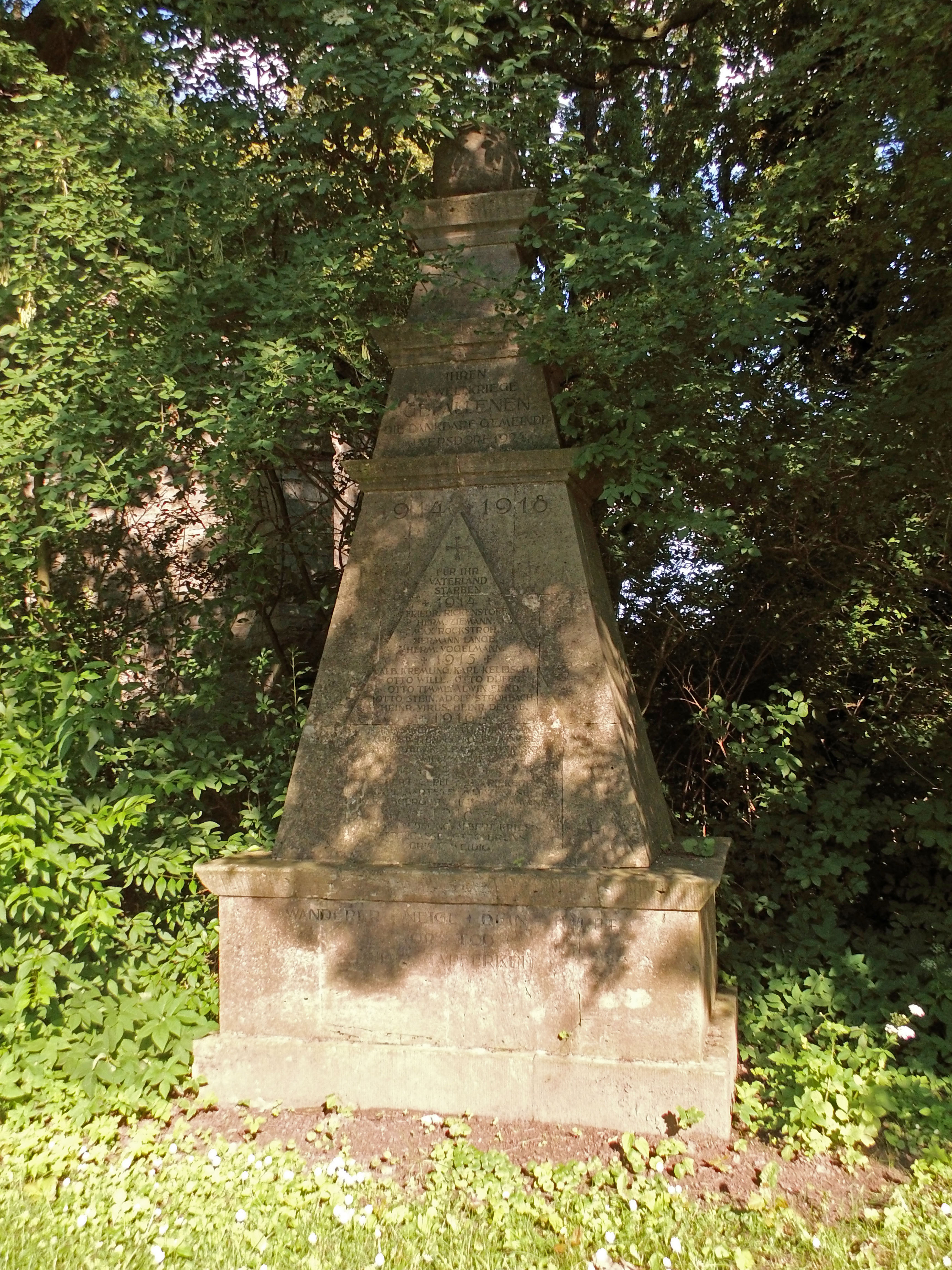
Kriegerdenkmal von 1924

Ende Januar 1964 wurde der Friedhof geschlossen; die etwa 470 Grabstätten wurden in den folgenden Jahren auf andere Friedhöfe umgebettet, überwiegend nach Esbeck. Dorthin wurden auch die Alversdorfer Kriegerdenkmäler für die in den beiden Weltkriegen Gefallenen und Vermissten der Gemeinde Alversdorf umgesetzt.

## Sehenswürdigkeiten
- je ein Denkmal für die im Ersten und Zweiten Weltkrieg Gefallenen und Vermissten der Gemeinde Alversdorf (heute auf dem Friedhof von Esbeck befindlich)